# Ștefan Radu
Ștefan Radu (Bucarest, Rumanía, 22 de octubre de 1986) es un exfutbolista rumano que jugaba de defensa. Su último club fue la S. S. Lazio en la cual jugó desde 2008 hasta su retiro en 2023 y de la que es el jugador con más partidos disputados en toda su historia con 427.

## Biografía
Radu, defensa que juega de lateral izquierdo o de central, empezó su carrera futbolística en las categorías inferiores del Dinamo de Bucarest, hasta que en 2005 pasa a formar parte de la primera plantilla del club. Debutó en la Liga I el 27 de abril en el partido Dinamo de Bucarest 3 - 0 FCM Bacău.
Ese mismo año se proclama campeón de la Copa y de la Supercopa de Rumanía.
En la temporada 06-07 ayuda al equipo a realizar una gran campaña, siendo titular indiscutible. Debuta en la Copa de la UEFA y al finalizar el año se alza con el campeonato de Liga I. 
A principios de 2008 se marcha cedido al SS Lazio. Debuta en la Serie A el 3 de febrero contra el Sampdoria y a partir de ese momento juega como titular lo que resta de temporada. En verano el equipo quedó satisfecho con el trabajo realizado y paga al Dinamo 5,5 millones de euros para poder ficharlo.
Algunos medios de comunicación le han puesto a Ștefan Radu el apodo de El nuevo Chivu, ya que la forma de jugar recuerda al del internacional rumano Cristian Chivu.

## Selección nacional
Fue internacional con la selección de Rumania en 14 ocasiones. Su debut como internacional se produjo el 15 de noviembre de 2006 en un partido contra España, Debido a un problema interno stefan decidió poner fin a su carrera con la selección rumana en el año 2013, su último partido sería contra Hungría el 22 de marzo para ir a la Copa Mundial de Fútbol de 2014 y el 26 de marzo sería su  última convocatoria contra Países Bajos.

## Clubes
| Club            | País    | Año       | Partidos | Goles |
| --------------- | ------- | --------- | -------- | ----- |
| Dinamo Bucarest | Rumania | 2005-2008 | 61       | 1     |
| S.S. Lazio      | Italia  | 2008-2023 | 427      | 9     |

## Palmarés

### Títulos nacionales
| Título               | Club                     | País    | Año  |
| -------------------- | ------------------------ | ------- | ---- |
| Copa de Rumania      | F. C. Dinamo de Bucarest | Rumania | 2005 |
| Supercopa de Rumania | F. C. Dinamo de Bucarest | Rumania | 2005 |
| Liga I               | F. C. Dinamo de Bucarest | Rumania | 2007 |
| Copa Italia          | S. S. Lazio              | Italia  | 2009 |
| Supercopa de Italia  | S. S. Lazio              | Italia  | 2009 |
| Copa Italia          | S. S. Lazio              | Italia  | 2013 |
| Supercopa de Italia  | S. S. Lazio              | Italia  | 2017 |
| Copa Italia          | S. S. Lazio              | Italia  | 2019 |
| Supercopa de Italia  | S. S. Lazio              | Italia  | 2019 |